# The Stargazers (Band)
The Stargazers sind eine britische Rock'n'Roll-Band.

## Geschichte

### Gründung und Original-Besetzung
Peter Davenport hatte bereits Erfahrungen mit diversen Bands gesammelt, unter anderem mit den Rhythm Cats. Nachdem diese Band sich aufgelöst hatte, spielte er kurz mit Dynamite und machte sich dann auf die Suche nach einer neuen Gruppe, mit der er im Stil seines Idols Bill Haley spielen konnte. Zur selben Zeit wollte auch der Schlagzeuger Ricky Lee Brawn aus Luton sich verändern. Nach einem Dynamite-Gig in der Kingsway Tavern in Luton sprach er Clive Osborne an und fragte ihn, ob er nicht eine Band kenne, die einen Schlagzeuger brauche. Wenig später vermittelte Osborne ihm den Kontakt mit Davenport.
Brawn und Davenport trafen sich im August 1980 in Davenports Elternhaus in London zu einer ersten Probe und kamen rasch überein, dass die künftige Band erstens zu klingen habe, als stamme sie aus den 1950er-Jahren, und zweitens optisch etwas hermachen musste. Sie entschieden sich, in Smoking und Fliege aufzutreten. Die nächsten Mitglieder, die zu der Gruppe stießen, waren der Saxophonist John Wallace und Davenports einstiger Schulfreund Anders Janes, der außer Kontrabass auch Klavier und Trompete spielte. Die erste Probe fand in Ricky Lee Brawns Zimmer in dem Haus statt, in dem dessen Eltern einen Pub betrieben, und wurde auf Tonband aufgenommen.
Die Suche nach einem Leadsänger allerdings gestaltete sich schwierig, weil zunächst nur Elvis-Presley-Nachahmer zum Vorsingen auftauchten. Über Davenports Freundin Charlotte kam der Kontakt mit The Barshakers zustande, einer Gruppierung, die zu dieser Zeit in Auflösung begriffen war. Deren Leadsänger Danny Brittain war zwar vom „sauberen“ Image der entstehenden Band nicht überzeugt, wohl aber von der Qualität der Musiker. Ein Auftritt im „Royalty“ in Southgate war ihm mit dieser Band seiner Ansicht nach sicher, und mehr begehrte er nicht. Gegen Ende 1980 war die Band in ihrer ersten Besetzung komplett und hatte auch den Namen „The Stargazers“ erhalten; zum Jahreswechsel konnte Ricky Lee Brawn bei Unit 1 in Harrow ein Trixon-Schlagzeug aus dem Jahr 1957 erwerben, das er jahrzehntelang nutzen sollte.

### Erste Erfolge
Ihren ersten Auftritt hatte die Band am 3. Januar 1981 in der Jubilee Hall in Maldon in Essex. Sie coverte Stücke von Bill Haley, Freddie Bell und The Treniers und konnte einen großen Erfolg verzeichnen, obwohl Danny Brittain wenige Tage zuvor in eine Schlägerei geraten war und eine Kopfverletzung davongetragen hatte, die mit etlichen Stichen genäht werden musste.

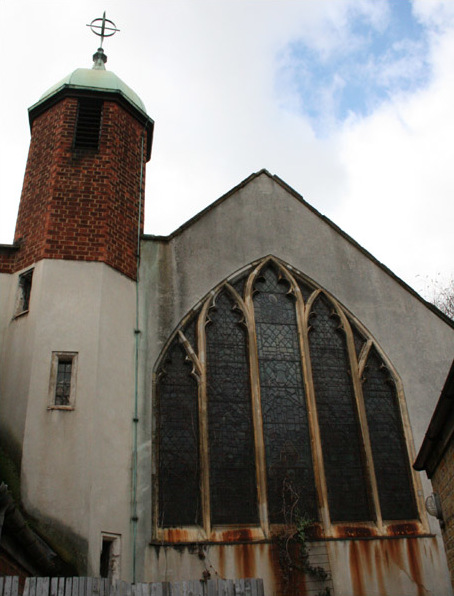
Die ehemalige Kirche, in der die Blackwing-Studios untergebracht waren

Es folgten weitere Auftritte in rascher Folge, und am 14. Februar 1981 wurden in Eric Radcliffes Blackwing Studios die ersten Aufnahmen der Band gemacht. Die Stargazers verzichteten darauf, die moderne Aufnahmetechnik des Studios zu nutzen, nahmen ihre sieben Songs aber in der Krypta der ehemaligen Kirche auf, weil sie deren Hall interessant fanden. Unter den Stücken, die sie aufzeichneten, waren nun auch drei Originalsongs: Davenports Jump Around und More Over Baby und Janes' I've Got a Baby. Einige Platten dieser Session wurden gepresst und an etliche DJs verschickt. Später wurden diese frühen Aufnahmen in verschiedenen Alben neu veröffentlicht. Die meisten sind in Rock That Boogie von 1993 zu hören, Jump Around auf Hallo Everybody – Jump Around.
Jump Around entwickelte sich schnell zu einem beliebten Hit; mit dazu beigetragen hat der DJ 50's Flash. Die Band unternahm daraufhin eine Tournee nach Schottland. Am 11. Mai 1981 spielten die Stargazers im Venue in London; sie bildeten das Vorprogramm zu Birdie & Eve und Torso & the Flying Fratellinis. Erst nach ihrem Auftritt traf Muff Winwood von Epic Records ein und verlangte die Band zu hören. Die Stargazers mussten also in ihren verschwitzten Kostümen einen zweiten Auftritt absolvieren. Dies brachte ihnen eine Einladung zu Demo-Aufnahmen in den CBS-Studios ein. Im Anschluss daran erhielten sie einen Kontrakt über vier Singles bzw. ein Album. Die ersten Aufnahmen wurden im September 1981 gemacht und im Januar 1982 veröffentlicht; die Single kam mit rund 36.000 Verkäufen auf Platz 56 der Woche. Doch ein Poststreik verhinderte die Übermittlung der aktuellen Verkaufszahlen, sodass Groove Baby Groove in der nachfolgenden Woche nicht mehr in den Charts erschien. Infolgedessen wurde die Band, für die bereits ein Auftritt bei Top of the Pops vorgesehen gewesen war, wieder ausgeladen und durch Robert Palmer ersetzt. Wären die Verkaufszahlen rechtzeitig übermittelt worden, wäre die Platte der Stargazers auf Platz 42 aufgerückt.
Im Oktober 1981 nahmen die Stargazers eine Session für die Comedy-Krimi-Serie Tales from the Crypt auf. Eine bearbeitete Version der Krimi-Folge wurde auch als LP veröffentlicht. Im März 1982 wurde die nächste Single aufgenommen. Die Band war sich mit CBS über die Inhalte nicht einig, CBS setzte sich durch und die Single wurde in Großbritannien kein Erfolg, obwohl zu Hey Marie auch ein Videoclip gedreht wurde.

### Bruch mit Davenport
Innerhalb der Band, aber auch mit dem damaligen Manager Bob England kam es zu Meinungsverschiedenheiten. Insbesondere Peter Davenport war mit der Situation nicht mehr glücklich. Als The Stargazers einen Auftritt in der BBC-Fernsehshow Something Else hatten, weigerte er sich, an den Aufnahmen teilzunehmen. Er begründete dies damit, dass die Aufnahmen an einem Sonntag stattfinden sollten, was seinen religiösen Gefühlen widerspreche. Die Band musste also ohne ihren Leadgitarristen den Auftritt absolvieren. Ende Juli 1982 verließ Davenport ohne Vorwarnung die Band, die für ihre neuesten Aufnahmen extra ihm zuliebe ein Studio gebucht hatte, das sich in christlichem Besitz befand (ICC).
Davenport wurde durch Marc Breman ersetzt. Mit diesem neuen Gitarristen wurde die dritte Single, Tossin' and Turnin, aufgenommen. Aber auch diese Single erreichte die Charts nicht. An sich wollten die Stargazers als nächstes Cole Porters True Love covern, das einst von Bing Crosby und Grace Kelly gesungen worden war, aber nach Grace Kellys tödlichem Unfall gaben sie diese Idee auf. Sie verpflichteten sich für eine zweimonatige Tournee mit Shakin’ Stevens. Während dieser Tour veröffentlichten sie auch ihre nächste Single, eine Coverversion von Louis Jordans Ain't Nobody Here But Us Chicken. Mit den teils computergenerierten Aufnahmen waren sie allerdings sehr unzufrieden. Die Hoffnungen auf einen Auftritt in The Top of the Pops zerschlugen sich diesmal, weil die Band unter Betrugsverdacht geriet: Ein Verwandter war zu weit gegangen und hatte sechs Exemplare der Single auf einmal in einem Chartshop gekauft. Daraufhin wurden die Verkaufszahlen abgewertet. Sieben Wochen lang tourte die Band dann als Vorgruppe für Elton John, was nicht besonders motivierend war.
Am 11. Februar 1983 hatten The Stargazers einen Auftritt in der französischen Fernsehshow L’Écho des Bananes. Um diese Zeit experimentierte die Band mit weiteren Demo-Aufnahmen. Die bisherige Richtung hatte kommerziell zu wenig Erfolg gehabt, die Plattenfirma beendete den Vertrag mit den Stargazers und auch in den Augen ihrer Mitglieder war die Band zu diesem Zeitpunkt mehr oder weniger am Ende. Das letzte Konzert fand am 16. Juli 1983 in Nottingham statt, danach wandten die Musiker sich verschiedenen Projekten zu.
Offiziell aufgelöst hatte die Band sich aber nicht. Von Zeit zu Zeit gab es noch Auftritte, oft mit Gastmusikern. 1986 spielten The Stargazers in dem Film Absolute Beginners.

### Neustart mit neuen Mitgliedern
Zwei Jahre später, im November 1988, meldete Davenport sich bei Brawn und schlug vor, die Stargazers ins Leben zurückzurufen. Dies geschah, allerdings nicht in der ursprünglichen Besetzung. Am Saxophon war nun Clive Osborne, am Bass Tim Purkess und am Klavier Chris Gardner. Diesmal stellte die Band nicht mehr den Anspruch an sich selbst, in den Charts erfolgreich zu sein. Sie wollte lediglich musizieren und dabei möglichst viel Spaß haben.
Möglicherweise war es genau diese entspannte Haltung, die den Stargazers eine neue Erfolgswelle bescherte. Sie begann mit einem Auftritt in Stourbridge, auf die eine Tournee durch die Schweiz folgte. Im Sommer 1989 begannen die Aufnahmen für ein zweites Album in den Summertime-Studios in Luton und im November desselben Jahres spielten drei der Stargazers mit den Jodimars, die einen Schlagzeuger, einen Pianisten und einen Gitarristen für einen Auftritt beim Brean Sands Rock'n'Roll Weekender brauchten. Der Auftritt war ein großer Erfolg. Die Erinnerungen daran wurden aber bald darauf dadurch überschattet, dass Ricky Lee Brawn, zu diesem Zeitpunkt 28 Jahre alt, eine Krebsdiagnose erhielt. Dennoch beschloss er, die Aufnahmen für das Album zu Ende zu bringen. Dies geschah im Januar 1990 im Survival Studio in London. Danach unterzog er sich einer radikalen Behandlung. In dieser Zeit spielte Gary Richardson das Schlagzeug für die Stargazers. Das Album In Orbit erschien 1991 und war ein großer Erfolg.
1992 sprach Boz Boorer die Stargazers nach einem Auftritt an: Er kenne das Label Vinyl Japan, das Interesse an einer Aufnahme mit der Band habe und sie für eine Tournee nach Japan bringen wolle. Die Band nahm daraufhin in einer ehemaligen Kirche in Milton Keynes ihr nächstes Album auf: The Speaking Clock Says Rock. Großenteils enthielt es Coverversionen fremder Songs. Sie seien zu betrunken und zu faul gewesen, um eigene Stücke zu schreiben, behaupteten einige Bandmitglieder. Außerdem hätten sie schnell fertigwerden wollen, um nach Japan aufbrechen zu können. Diese Tournee verlief so erfolgreich wie amüsant; bei einem der Konzerte trug der Leadsänger beispielsweise eine Godzilla-Maske zu seinem weißen Smoking. Vinyl Japan veröffentlichte 1993 ein weiteres Album der Stargazers, auf dem bislang unpubliziertes Material verwendet wurde.

### Bruch mit Ricky Lee Brawn und weitere Umbrüche

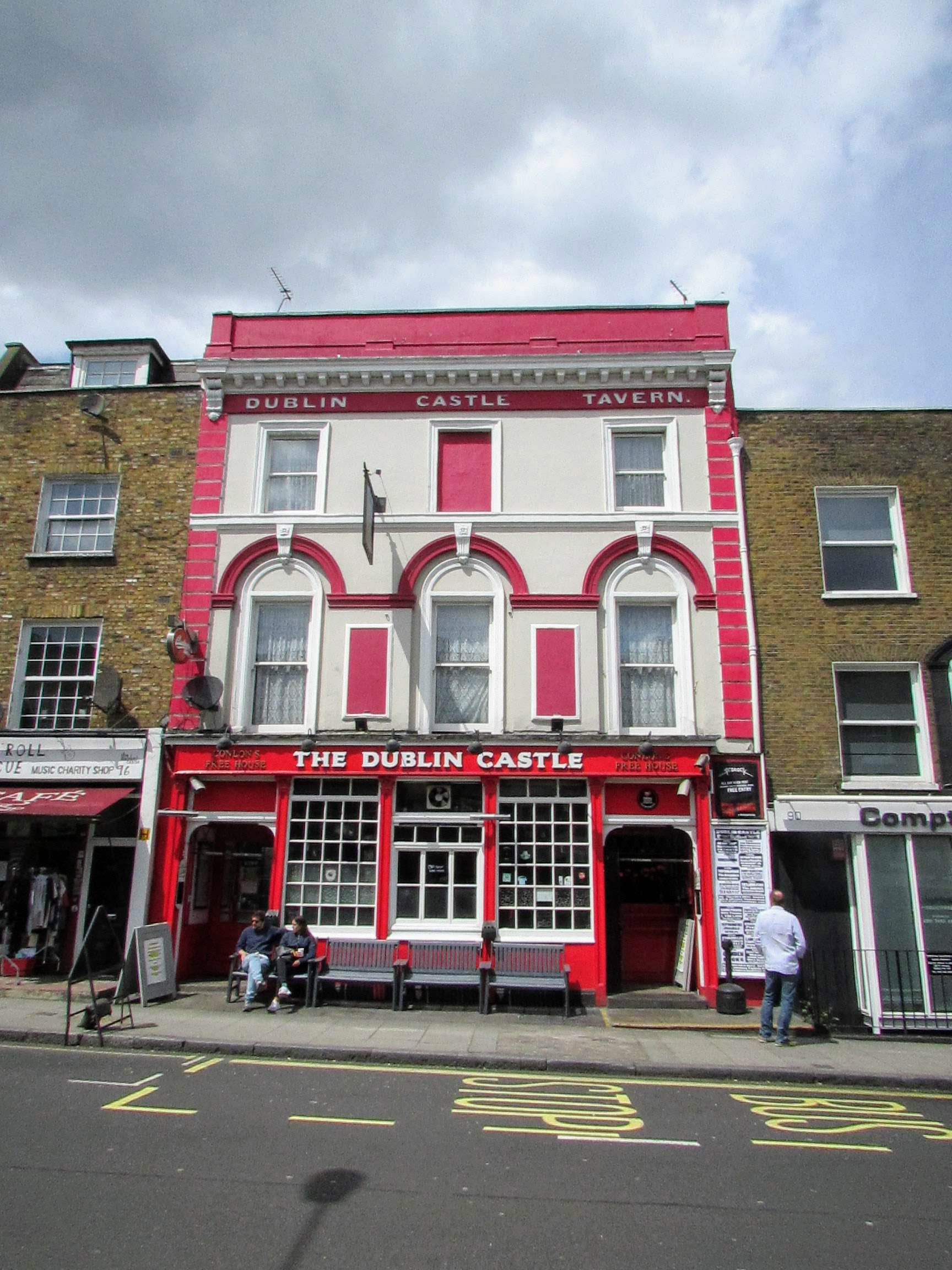
Das Dublin Castle im Jahr 2017

Nachdem einige Mitglieder der Band immer intensiver darauf drangen, sich mehr in Richtung Jazz zu engagieren, fühlte Ricky Lee Brawn sich in dieser Formation nicht mehr wohl. Seinen letzten Auftritt mit den Stargazers hatte er 1993 im Dublin Castle in Camden. Anderntags absolvierte er noch eine Probe mit der Band. Anschließend erhielt er einen Anruf von Danny Brittain, er sei entlassen. Brawn hatte als Bandmanager noch weitere Auftritte einschließlich einer weiteren Japan-Tournee gebucht. Er war tief enttäuscht.
Nach Ricky Lee Brawns Ausstieg holten die restlichen Bandmitglieder wieder Gary Richardson ans Schlagzeug und absolvierten die geplante Japan-Tournee, bevor sie ihr nächstes Album, Give Me That Jive!, aufnahmen. Auf einer Deutschland-Tournee musste die Band aber feststellen, dass Ricky Lee Brawns Vorhersage richtig gewesen war: Die alten Fans nahmen den neuen Stil der Stargazers und den Verlust von Ricky Lee Brawn nicht gut auf. Mitte 1994 verließ John Wallace die Band und wurde durch Simon Gilby ersetzt. Danach wandte auch Richardson sich von den Stargazers ab. Shaun O'Keefe wurde der neue Schlagzeuger der Stargazers. Mit Vinyl Japan nahmen sie ein Mini-Album auf, ehe auch Peter Davenport der Band den Rücken kehrte. Jim Knowler kam als Ersatz für Davenport. Von der ursprünglichen Besetzung war nur noch Danny Brittain übrig.
Während die ausgeschiedenen Mitglieder in neuen Projekten sehr aktiv waren, hörte man von den Stargazers in jener Zeit eher wenig. Aus Protest gegen Frankreichs Atomtests im Pazifik sagten sie 1995 einen Auftritt in Frankreich ab. Ihr neues Album Froffee Coffee wurde von ihrem Ex-Mitglied Ricky Lee Brawn produziert. In den späten 1990er-Jahren gab es ein jazzlastiges Nebenprojekt namens The Four Chaps. Nach mehreren Besetzungswechseln brach die Band 2004 zu ihrer ersten Tournee in den USA auf. Sie verlief erfolgreich; der Band wurden sogar regelmäßige Auftritte am Times Square angeboten. 2006 spielten die Stargazers in der Besetzung John Wallace, Peter Davenport, Danny Brittain und Tim Purkess mit Bobby Trimble am Schlagzeug beim Festival Viva Las Vegas. Nach einer relativ ausgedehnten Pause – die Mitglieder der Stargazers widmeten sich einige Jahre lang diversen eigenen Projekten – gab es 2011 in Holland wieder einen Auftritt. Allerdings steckte hinter den sogenannten Stargazers, die am 27. Mai 2011 auftraten, im Grunde die Rock'n'Roll Society, die eben ein Stargazers-Repertoire spielte. Die Rock'n'Roll Society hatte sich aus Danny Brittain, Peter Davenport, Tim Purkess und Jim Russell gebildet, die durch den Pianisten Henri Herbert und den Saxophonisten Aaron Liddard ergänzt wurden und Rock'n'Roll fürs Mainstream-Publikum spielten.
30 Jahre nach der Gründung der Band wurde ein Lizenzvertrag mit Sony abgeschlossen, um das einst bei Epic aufgenommene Material in Gestalt der CD Epic Rock'n'Roll neu herausbringen zu können. Eine Single in limitierter Auflage, die Half A Heart und Boo Hoo Hoo enthielt, kam damals ebenfalls heraus. In Japan hatte sich eine Tribute-Band namens Tokyo Stargazers gebildet. Die britischen Stargazers bestanden damals aus Danny Brittain, Peter Davenport, Tim Purkess, Jim Russell,   Aaron Liddard am Saxophon und Jamie Rowan am Klavier.